# Sotresgudo (kommun)
Sotresgudo är en kommun i Spanien.   Den ligger i provinsen Provincia de Burgos och regionen Kastilien och Leon, i den norra delen av landet, 250 km norr om huvudstaden Madrid. Antalet invånare är 515.